# Lunatic Soul (album)
Lunatic Soul è il primo album in studio del gruppo musicale polacco omonimo, pubblicato il 13 ottobre 2008 dalla Kscope.

## Tracce
Testi e musiche di Mariusz Duda, eccetto dove indicato.
1. Prebirth – 1:10
2. The New Beginning – 4:50
3. Out on a Limb – 5:27
4. Summerland – 5:00 (musica: Mariusz Duda, Macej Szelenbaum)
5. Lunatic Soul – 6:47
6. Where the Darkness Is Deepest – 3:57 (musica: Mariusz Duda, Macej Szelenbaum)
7. Near Life Experience – 5:27 (musica: Mariusz Duda, Macej Szelenbaum)
8. Adrift – 3:05
9. The Final Truth – 7:34
10. Waiting for the Dawn – 3:36 (musica: Mariusz Duda, Macej Szelenbaum)

## Formazione
Musicisti
- Mariusz Duda – voce (eccetto traccia 6), effetti (tracce 1, 6, 7, 9 e 10), chitarra acustica (tracce 2-5, 8), percussione (tracce 2-4 e 10), tastiera (tracce 3, 5 e 10), basso acustico (tracce 4, 5, 7 e 8), kalimba (traccia 5), basso elettrico (traccia 6)
- Macej Szelenbaum – tromba (traccia 1), flauti (tracce 2 e 10), tastiera (tracce 2, 4, 6, 7), pianoforte (tracce 4 e 7), effetti (traccia 6), guzheng (traccia 10)
- Wawrzyiec Dramowicz – batteria (tracce 3, 5, 7, 8 e 9), percussioni (tracce 3 e 9)
- Anna Maria Buczek – pianto (traccia 3)
- Michał Łapaj – organo Hammond (traccia 5 e 9), tastiera (traccia 9)
- Maciej Meller – EBow (traccia 8)

Produzione
- Robert Srzednicki – produzione, missaggio, registrazione, mastering
- Mariusz Duda – produzione, missaggio

## Classifiche
| Classifica (2008) | Posizione massima |
| ----------------- | ----------------- |
| Polonia           | 23                |